# Wahlen zum Senat der Vereinigten Staaten 1872 und 1873
Die Wahlen zum Senat der Vereinigten Staaten 1872 und 1873 zum 43. Kongress der Vereinigten Staaten fanden zu verschiedenen Zeitpunkten statt. Die Wahlen fanden parallel zur Präsidentschaftswahl 1872 statt, in der Ulysses S. Grant wiedergewählt wurde. Vor der Verabschiedung des 17. Zusatzartikels wurden die Senatoren nicht direkt gewählt, sondern von den Parlamenten der Bundesstaaten bestimmt.
Zur Wahl standen 24 Senatssitze der Klasse III, deren Inhaber 1866 und 1867 für eine Amtszeit von sechs Jahren gewählt worden oder später nachgerückt waren. Zusätzlich fanden für zwei dieser Sitze sowie einen der Klasse II Nachwahlen statt. Dabei gewannen die Demokraten einen vakanten Sitz. Der Klasse-III-Sitz von Louisiana konnte weder in der Nachwahl noch in der regulären Wahl besetzt werden. Zwei republikanische Senatoren schlossen sich den Liberalen Republikanern an.
Von den 24 regulär zur Wahl stehenden Sitzen waren drei von Demokraten, 19 von Republikanern und einer von einem Liberalen Republikaner besetzt, der Sitz von Louisiana war vakant. Acht republikanische Amtsinhaber wurden wiedergewählt, einer davon als Liberaler Republikaner, drei weitere Sitze konnten die Demokraten halten, neun die Republikaner. Die Republikaner verloren zwei Sitze an die Demokraten und gewannen einen von den Liberalen Republikanern. Damit verringerte sich die Mehrheit der Republikaner, die am Ende des 42. Kongresses bei 52 gegen 17 Demokraten und drei Liberale Republikaner gelegen hatte, auf 50 Republikaner, 19 Demokraten und vier Liberale Republikaner.
Die Anzahl der Liberalen Republikaner variiert in den Quellen. In diesem Artikel werden Carl Schurz, Orris S. Ferry, Charles Sumner und Morgan C. Hamilton als Vertreter der Liberal Republican Party geführt, da sie führende Vertreter dieser kurzlebigen Partei waren. Alle vier waren ursprünglich als Republikaner gewählt worden. Das Biographical Directory des Kongresses führt Schurz durchgehend als Republikaner und kennt nur drei Liberale Republikaner. Auf der Seite des Kongresses zur parteilichen Aufteilung (Party Division) des Senats hingegen wird die Zahl der Liberalen Republikaner zu Beginn des 43. Kongresses mit sieben angegeben, ohne dass spezifiziert wird, welche das waren.
Zu Veränderungen nach der Wahl siehe auch Liste der Mitglieder des Senats im 43. Kongress der Vereinigten Staaten.

## Ergebnisse

### Wahlen während des 42. Kongresses
Die Gewinner dieser Wahlen wurden vor dem 4. März 1873 in den Senat aufgenommen, also während des 42. Kongresses.
| Staat          | Amtierender Senator       | Partei       | Nachwahl   | Datum         | Ergebnis             | Neuer Senator    |
| -------------- | ------------------------- | ------------ | ---------- | ------------- | -------------------- | ---------------- |
| Kentucky       | Willis B. Machen, ernannt | Demokrat     | Klasse III | 21. Jan. 1873 | bestätigt            | Willis B. Machen |
| Louisiana      | William P. Kellogg        | Republikaner | Klasse III | 1872          | Verlust Republikaner | vakant           |
| North Carolina | vakant                    | vakant       | Klasse II  | 30. Jan. 1872 | Zugewinn Demokraten  | Matt W. Ransom   |

- ernannt: Senator wurde vom Gouverneur als Ersatz für einen ausgeschiedenen Senator ernannt, Nachwahl nötig.
- bestätigt: ein als Ersatz für einen ausgeschiedenen Senator ernannter Amtsinhaber wurde bestätigt.

### Wahlen zum 43. Kongress
Die Gewinner dieser Wahlen wurden am 4. März 1873 in den Senat aufgenommen, also bei Zusammentritt des 43. Kongresses. Alle Sitze dieser Senatoren gehören zur Klasse III.
| Staat          | Amtierender Senator | Partei                 | Datum          | Ergebnis                                 | Neuer Senator        |
| -------------- | ------------------- | ---------------------- | -------------- | ---------------------------------------- | -------------------- |
| Alabama        | George E. Spencer   | Republikaner           | 1872           | wiedergewählt                            | George E. Spencer    |
| Arkansas       | Benjamin F. Rice    | Republikaner           | 1872 oder 1873 | von Republikanern gehalten               | Stephen W. Dorsey    |
| Connecticut    | Orris S. Ferry      | Republikaner           | 15. Mai 1872   | als Liberaler Republikaner wiedergewählt | Orris S. Ferry       |
| Florida        | Thomas W. Osborn    | Republikaner           | 1872 oder 1873 | von Republikanern gehalten               | Simon B. Conover     |
| Georgia        | Joshua Hill         | Republikaner           | 1873           | Zugewinn Demokraten                      | John Brown Gordon    |
| Illinois       | Lyman Trumbull      | Liberaler Republikaner | 20. Jan. 1873  | Zugewinn Republikaner                    | Richard J. Oglesby   |
| Indiana        | Oliver P. Morton    | Republikaner           | 1873           | wiedergewählt                            | Oliver P. Morton     |
| Iowa           | James Harlan        | Republikaner           | 17. Jan. 1873  | von Republikanern gehalten               | William B. Allison   |
| Kalifornien    | Cornelius Cole      | Republikaner           | 1872 oder 1873 | von Republikanern gehalten               | Aaron A. Sargent     |
| Kansas         | Samuel C. Pomeroy   | Republikaner           | 1873           | von Republikanern gehalten               | John J. Ingalls      |
| Kentucky       | Willis B. Machen    | Demokrat               | 1872           | von Demokraten gehalten                  | Thomas C. McCreery   |
| Louisiana      | vakant              | vakant                 | 1872           | vakant                                   | vakant               |
| Maryland       | George Vickers      | Demokrat               | 1872 oder 1873 | von Demokraten gehalten                  | George R. Dennis     |
| Missouri       | Francis Blair       | Demokrat               | 1872 oder 1873 | von Demokraten gehalten                  | Lewis V. Bogy        |
| Nevada         | James W. Nye        | Republikaner           | 1873           | von Republikanern gehalten               | John P. Jones        |
| New Hampshire  | James W. Patterson  | Republikaner           | 1872           | von Republikanern gehalten               | Bainbridge Wadleigh  |
| New York       | Roscoe Conkling     | Republikaner           | 21. Jan. 1873  | wiedergewählt                            | Roscoe Conkling      |
| North Carolina | John Pool           | Republikaner           | 1872           | Zugewinn Demokraten                      | Augustus S. Merrimon |
| Ohio           | John Sherman        | Republikaner           | 1872           | wiedergewählt                            | John Sherman         |
| Oregon         | Henry W. Corbett    | Republikaner           | 1872           | von Republikanern gehalten               | John H. Mitchell     |
| Pennsylvania   | Simon Cameron       | Republikaner           | 21. Jan. 1873  | wiedergewählt                            | Simon Cameron        |
| South Carolina | Frederick A. Sawyer | Republikaner           | 1872 oder 1873 | von Republikanern gehalten               | John J. Patterson    |
| Vermont        | Justin S. Morrill   | Republikaner           | 1872           | wiedergewählt                            | Justin S. Morrill    |
| Wisconsin      | Timothy O. Howe     | Republikaner           | 1872           | wiedergewählt                            | Timothy O. Howe      |

- wiedergewählt: ein gewählter Amtsinhaber wurde wiedergewählt.

### Wahlen während des 43. Kongresses
Die Gewinner dieser Wahlen wurden nach dem 4. März 1873 in den Senat aufgenommen, also während des 43. Kongresses. In Kalifornien fand eine Nachwahl für die Besetzung des Senatssitzes für die verbleibende Amtszeit statt, außerdem eine vorzeitige Wahl zum 44. Kongress.
| Staat         | Amtierender Senator | Partei       | Nachwahl  | Datum                     | Ergebnis                   | Neuer Senator      |
| ------------- | ------------------- | ------------ | --------- | ------------------------- | -------------------------- | ------------------ |
| Kalifornien   | Eugene Casserly     | Republikaner | Klasse I  | 23. Dez. 1873             | von Republikanern gehalten | John S. Hager      |
| Kalifornien   | Eugene Casserly     | Republikaner | Klasse I  | 20. Dez. 1873 (vorzeitig) | Zugewinn Anti-Monopoly     | Newton Booth       |
| Massachusetts | Henry Wilson        | Demokrat     | Klasse II | 17. März 1873             | von Demokraten gehalten    | George S. Boutwell |

## Einzelstaaten
In allen Staaten wurden die Senatoren durch die Parlamente gewählt, wie durch die Verfassung der Vereinigten Staaten vor der Verabschiedung des 17. Zusatzartikels vorgesehen. Das Wahlverfahren bestimmten die Staaten selbst, es war daher von Staat zu Staat unterschiedlich. Teilweise ergibt sich aus den Quellen nur, wer gewählt wurde, aber nicht wie.
Das Third Party System der Parteien in den Vereinigten Staaten bestand aus der Demokratischen Partei, die hauptsächlich in den Südstaaten stark war, sowie der gemäßigt abolitionistischen, im Norden verankerten Republikanischen Partei. Zeitweise war auch die Liberal Republican Party im Senat vertreten.